# 게벨 바르칼

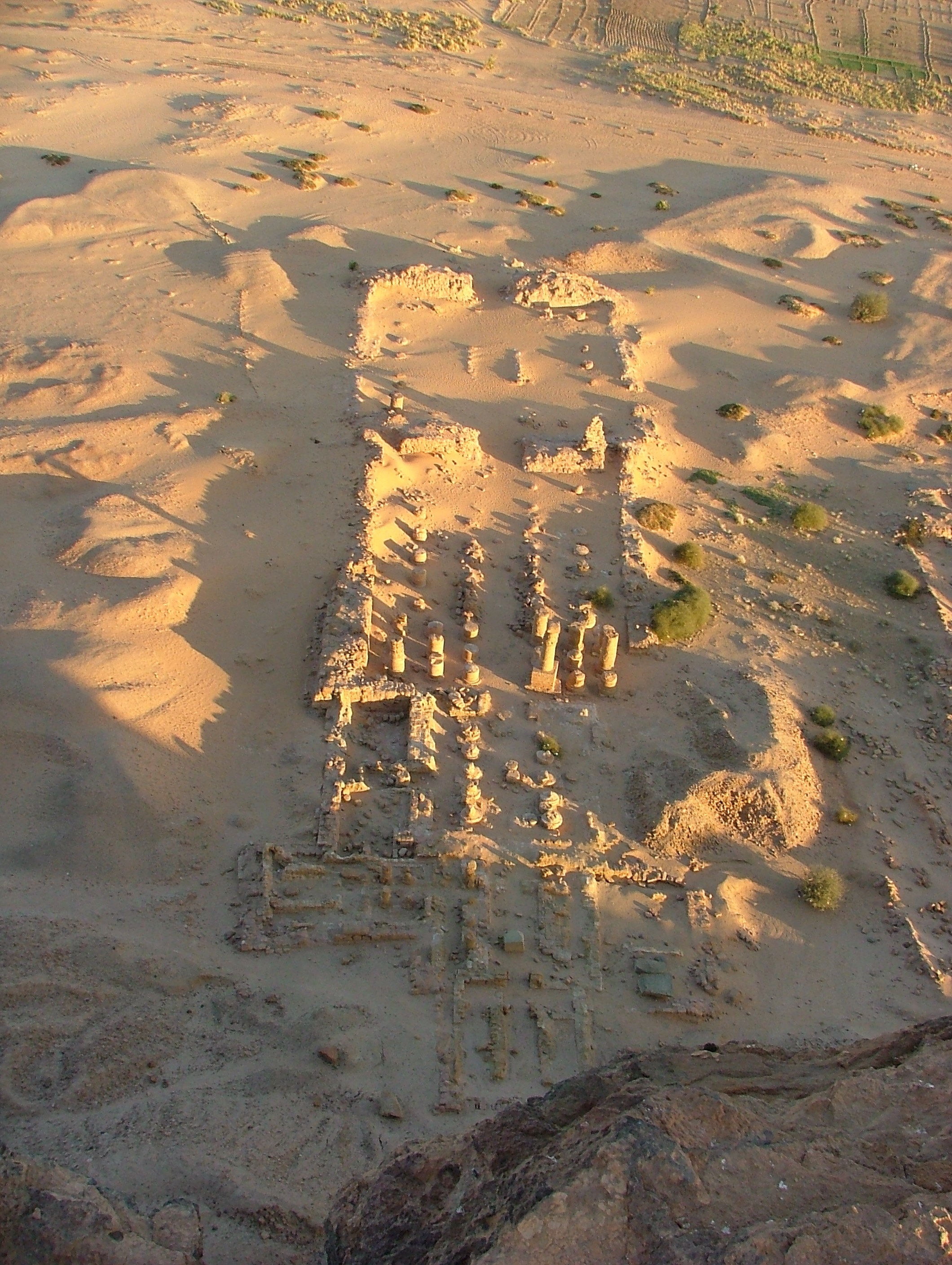
게벨 바르칼의 아문신전 유적.

게벨 바르칼(Jebel Barkal)은 수단의 하르툼에서 북쪽으로 약 400km 떨어진 곳에 위치한 작은 산이다. 누비아지역의 나일강 인근에 있다. 게벨 바르칼은 높이가 98m이고 정상이 매우 평평하다. 중앙 아프리카, 아라비아, 이집트 사이에서 무역에 중요한 위치에 있었기에 상인들이 나일강을 건너기 위해 오가던 것으로 보인다. 2003년에 게벨 바르칼은 산 아래에 있는 고대 도시인 나파탄 유적과 함께 유네스코 문화 유산에 등재되었다. 게벨 바르칼 인근에는 발견된 유물들을 전시하는 게벨 바르칼 박물관이 있다.

## 역사
기원전 1450년경, 파라오 투트모세 3세는 이집트의 영토를 확장하며 게벨 바르칼을 최남단으로 정했다. 이곳에는 도시 나파탄이 생기게 되는데, 약 300년 후 독립 왕국인 쿠시 왕국이 그곳을 수도로 삼는다.

## 사원

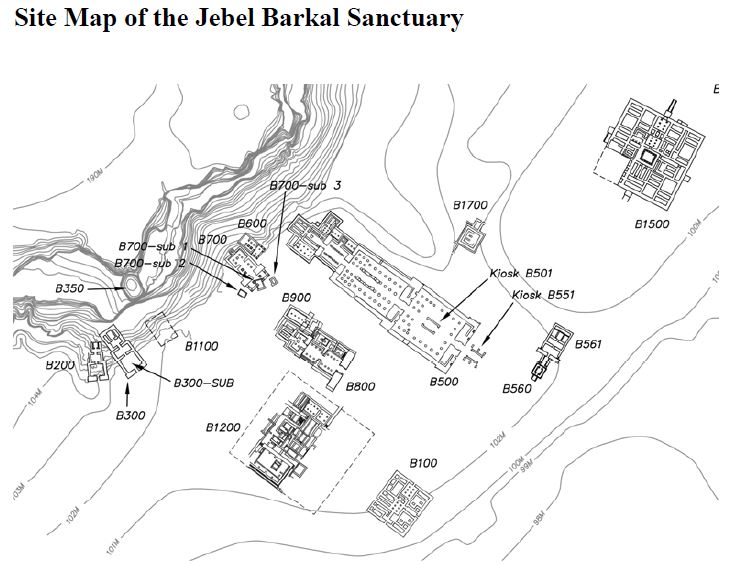
유적 계획

오랫동안 잊혀져 지역 주민들이 성지로 여기는 정도로만 유지되었다. 게벨 바르칼 주변의 유적에는 최소 13개의 사원과 3개의 궁전이 있으며, 1820년대 유럽 탐험가들이 발견했다. 1862년에 이집트의 장교가 이집트 제 3중간기의 비문 5개를 회수하여 이집트 박물관으로 이송했다. 1916년이 되어서야 하버드 대학과 보스턴 미술관의 주도에 따라 고고학적 발굴이 이루어졌다. 이후 1970년대와 1980년대 에도 발굴이 계속되었다.

### 아문사원과무트사원
아문사원과 같은 거대한 사원들은 오늘날에도 지역 주민들에게 신성한 것으로 여겨진다. 무트사원에 새겨진 벽화는 보존 상태가 아주 좋다. 

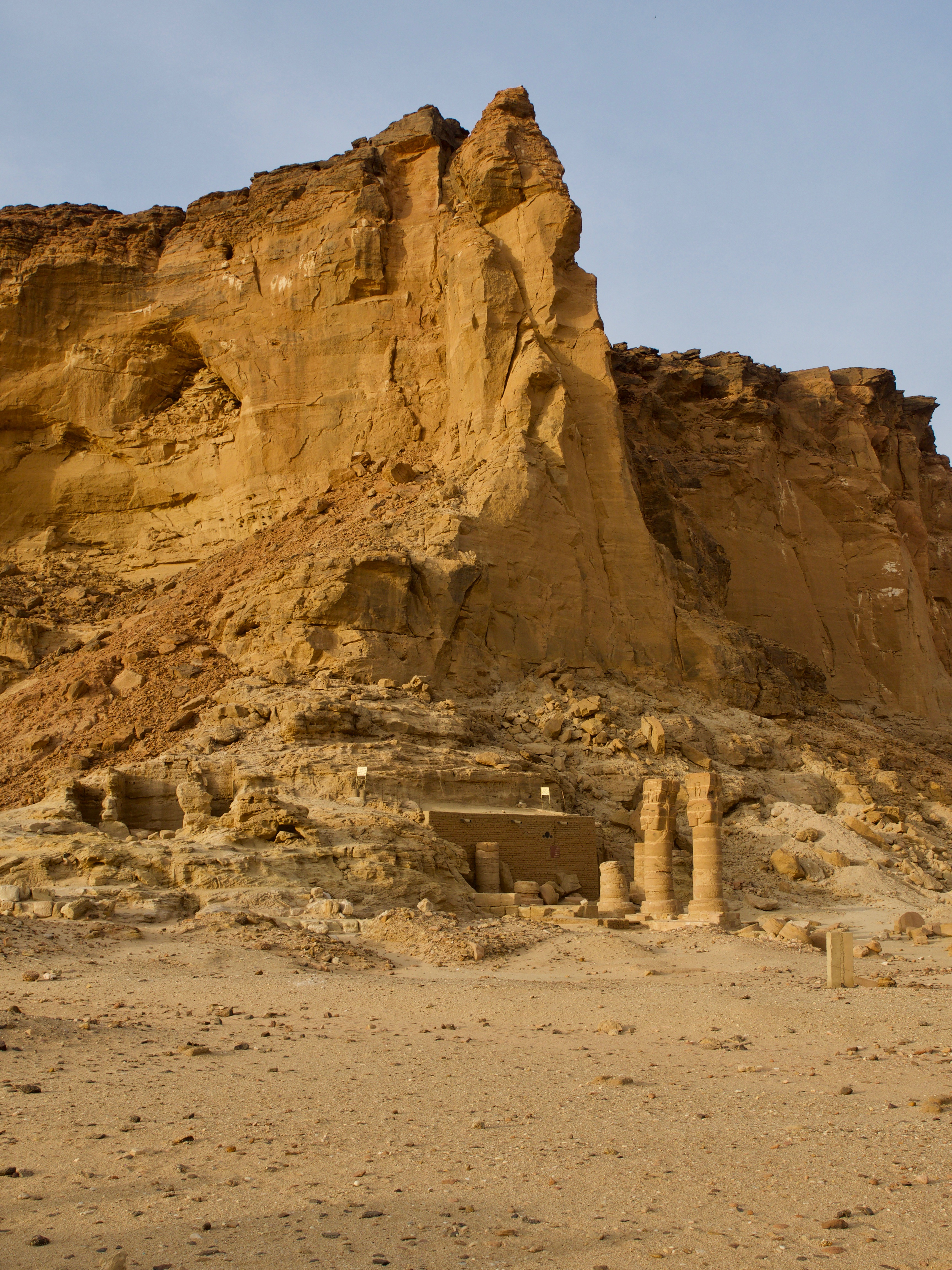
게벨 바르칼 기슭에 있는 나파탄 유적의 아문사원의 마지막 기둥
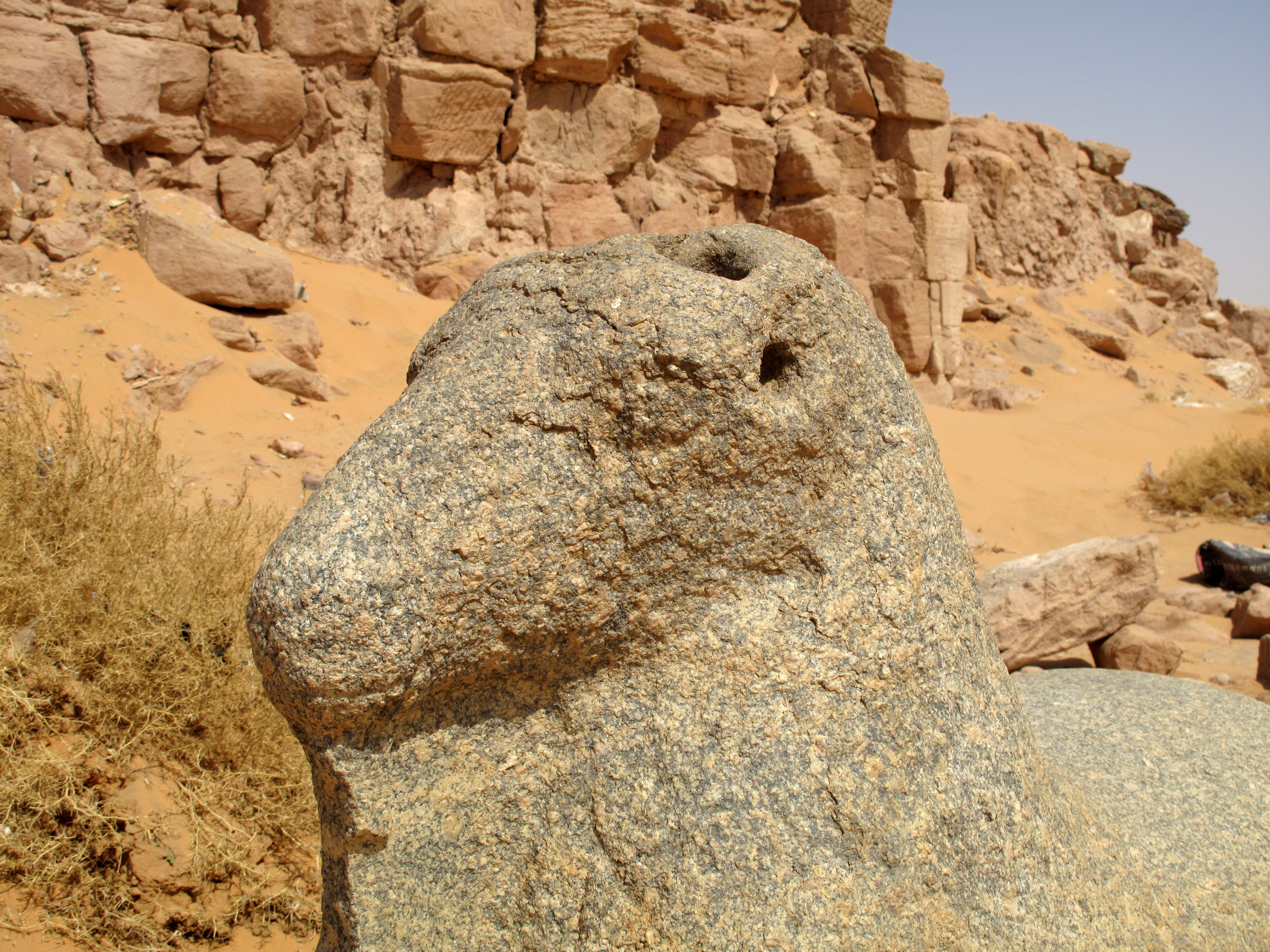
숫양의 석상
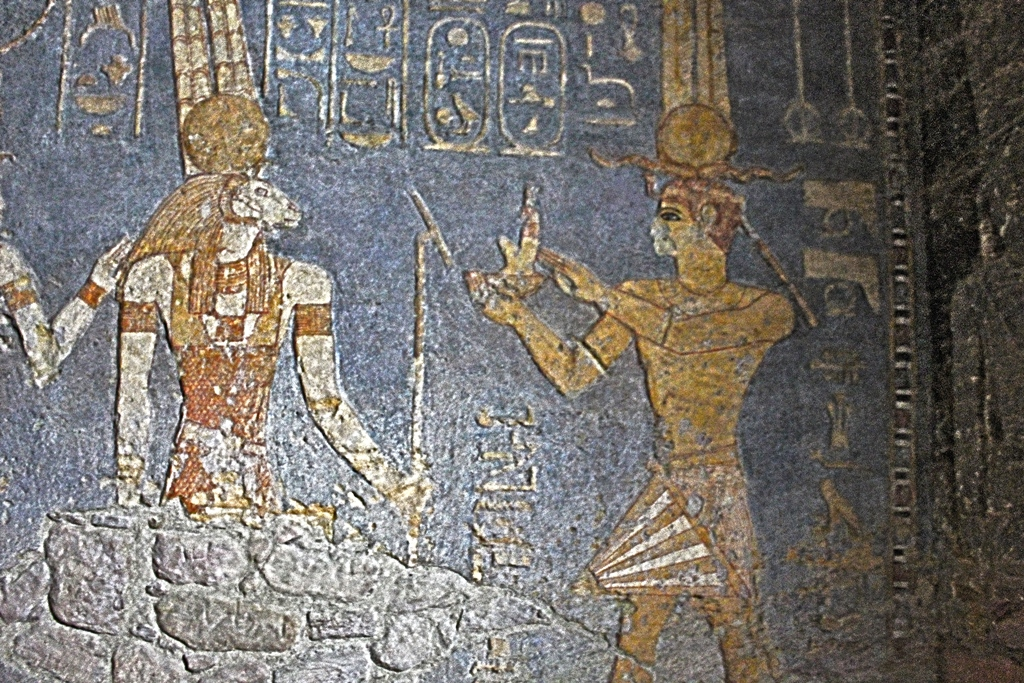
게벨 바르칼 무트사원의 벽화
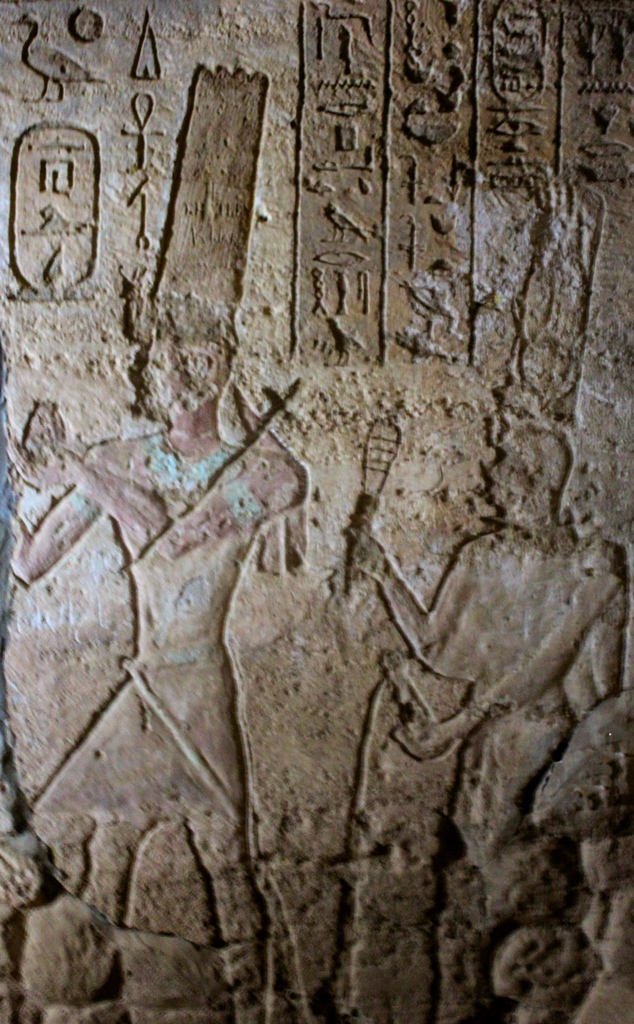
게벨 바르칼 무트사원의 벽화

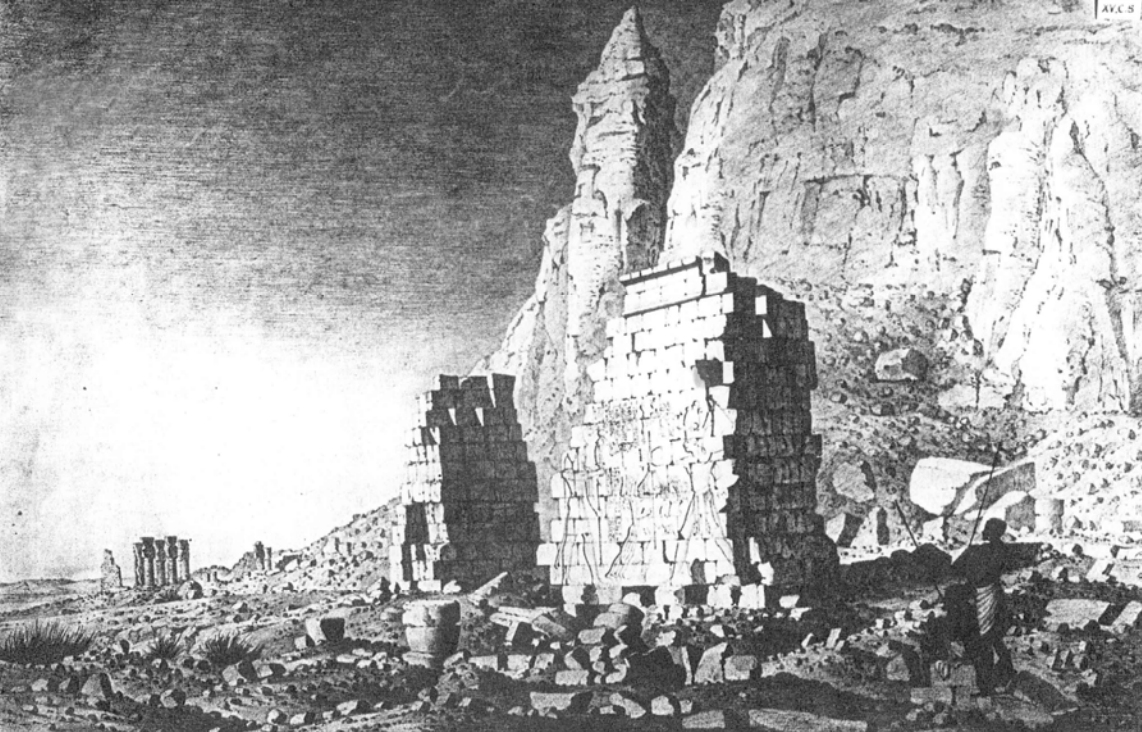
1821년 그려진 게벨 바르칼과 유적
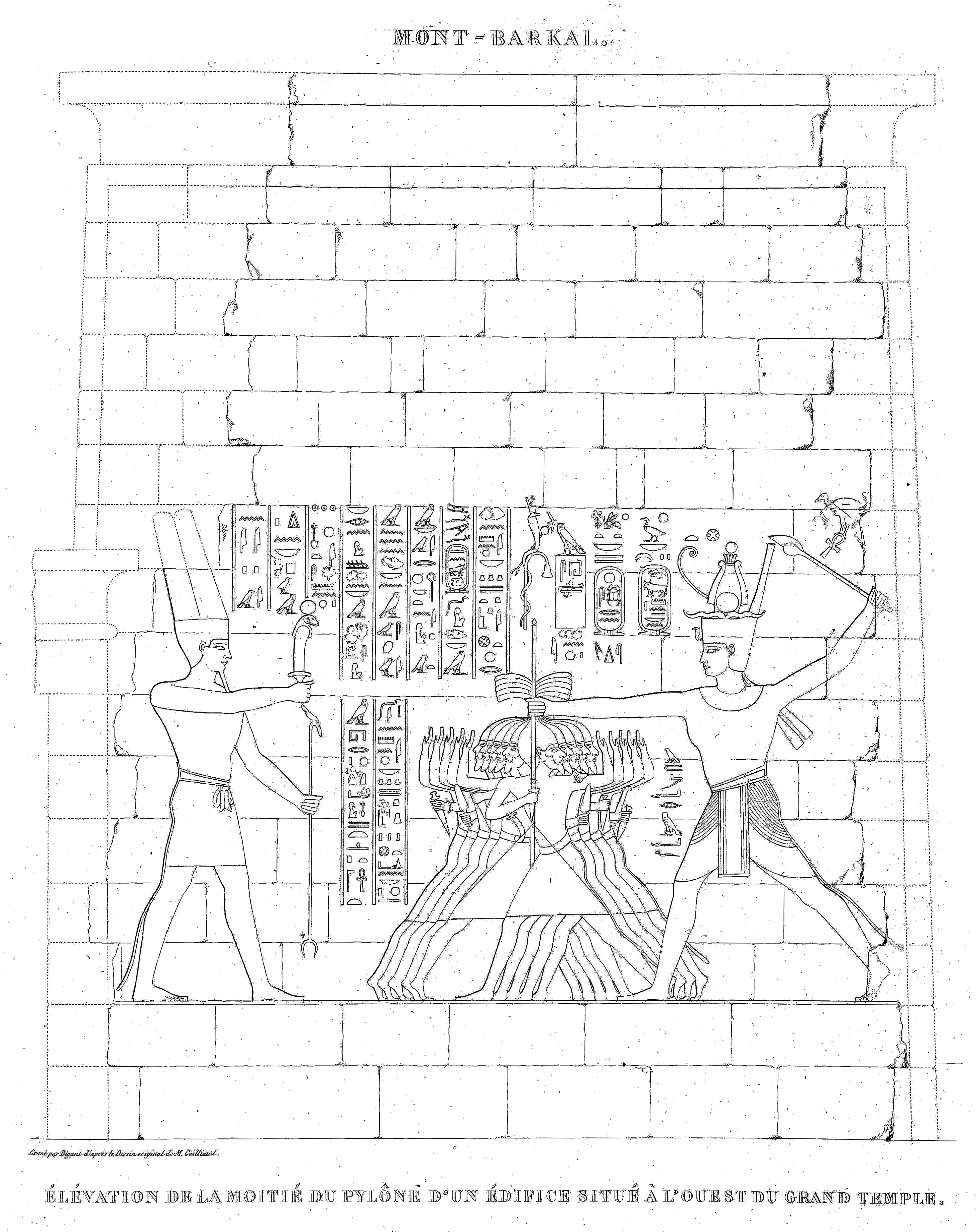
게벨 바르칼의 아문신 앞에서 적을 죽이는 왕
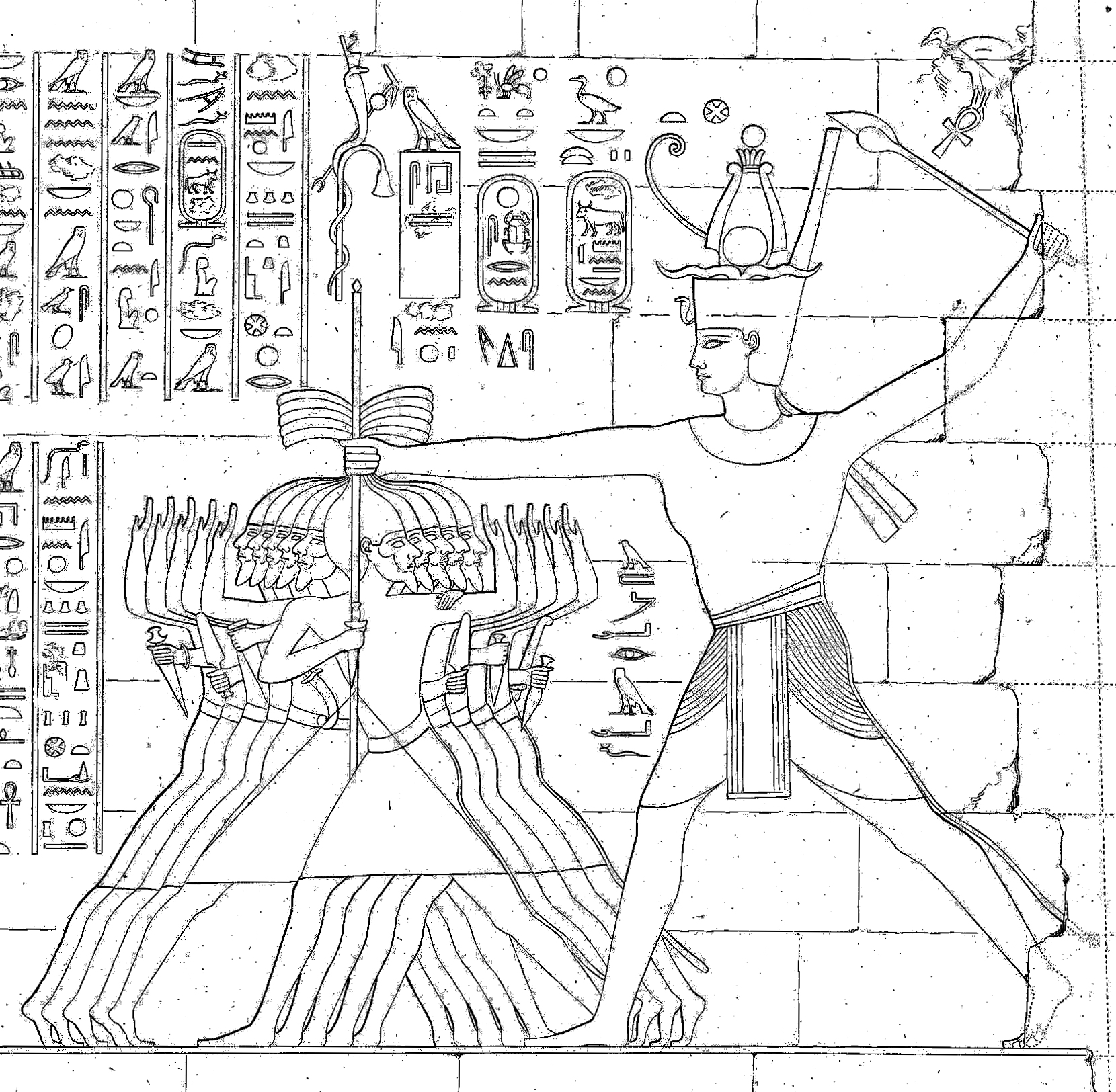
게벨 바르칼에서 적을 죽이는 왕의 모습

## 피라미드

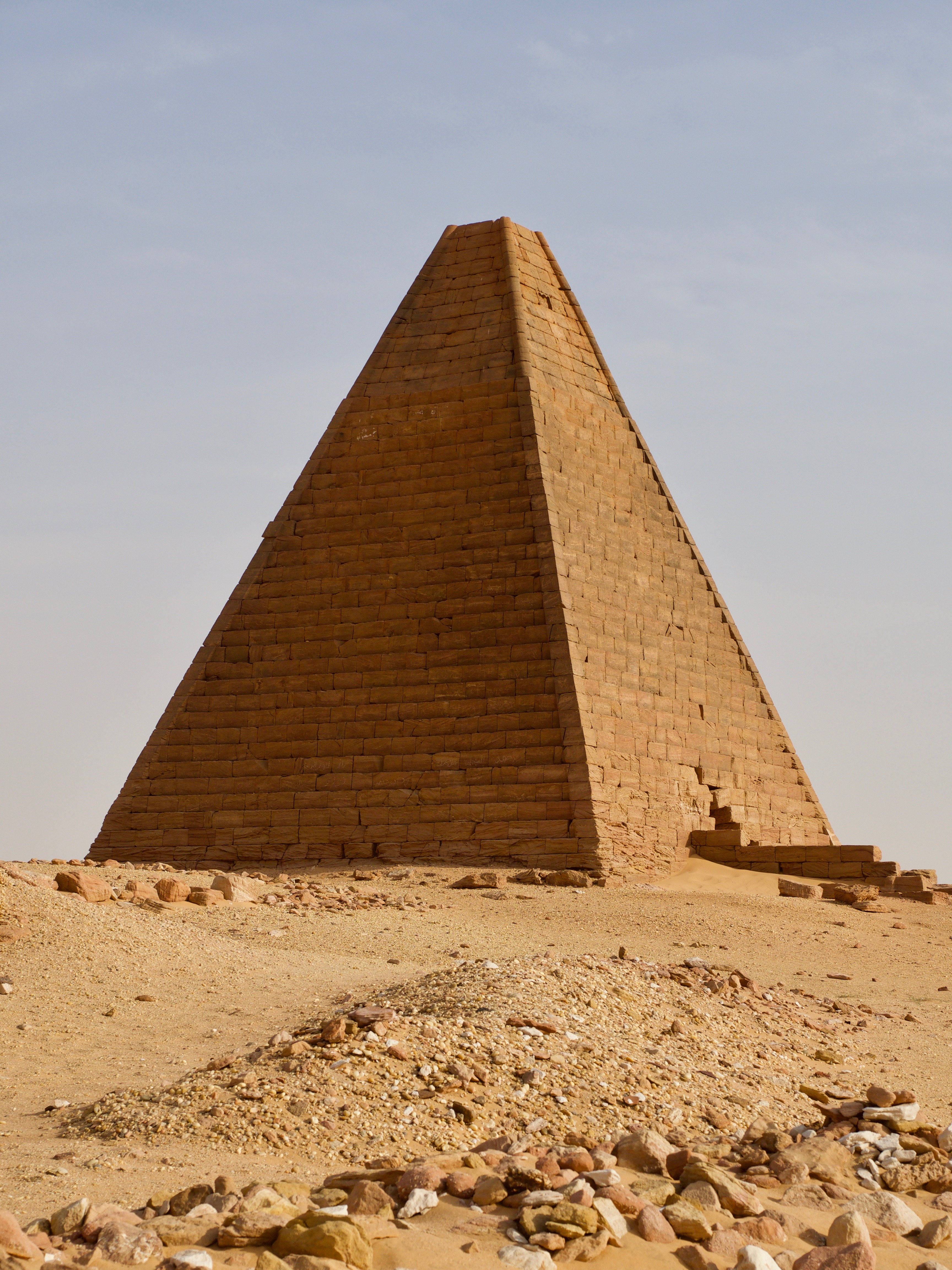
게벨 바르칼의 피라미드

게벨 바르칼은 Meroitic Kingdom 동안 왕실 묘지로 사용되었다.게벨 바르칼은 메로에 왕국 시절동안 왕실 묘지로 사용되었다. 매장은 기원전 3세기부터 시작되었다. 

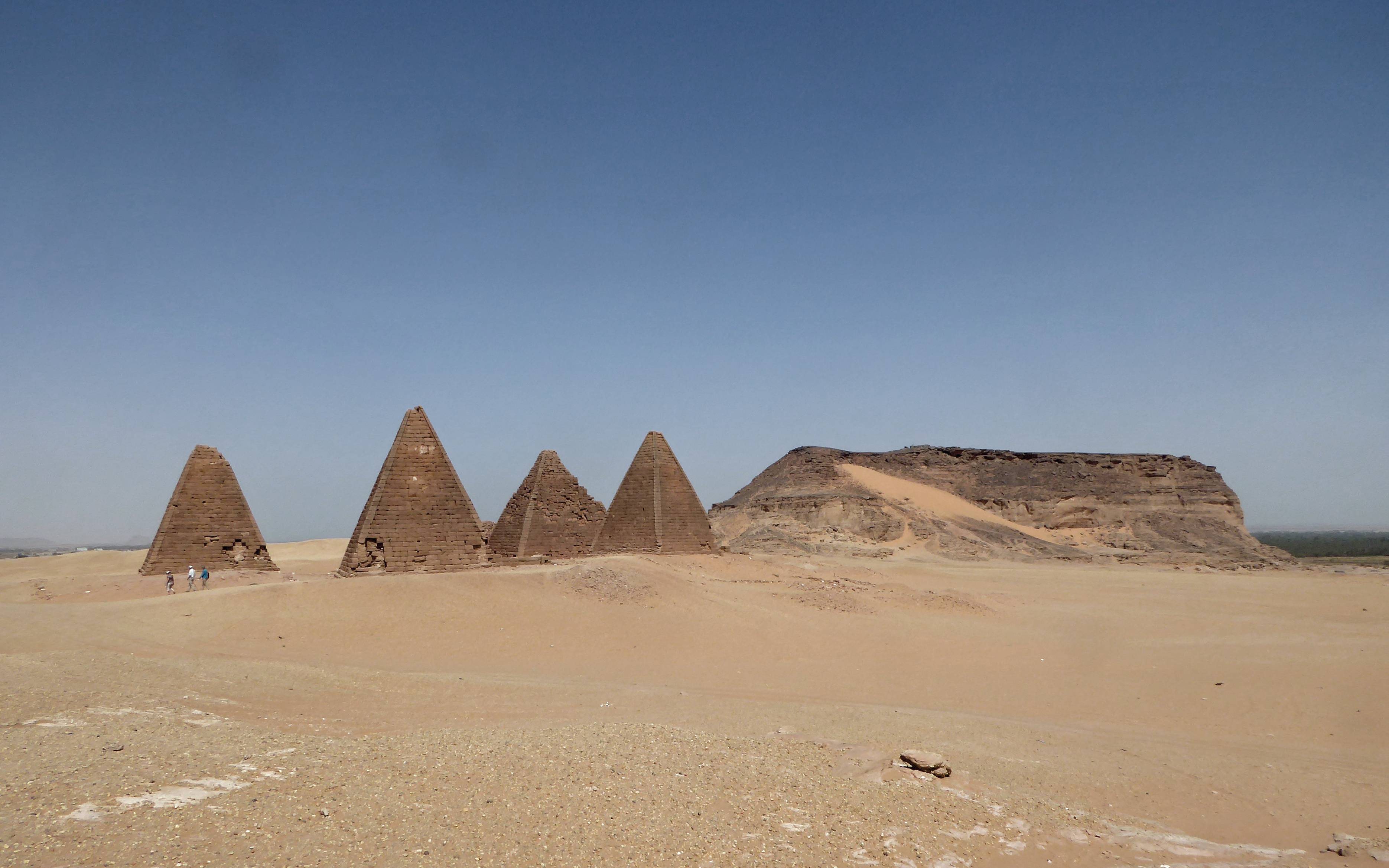
게벨 바르칼 옆의 피라미드
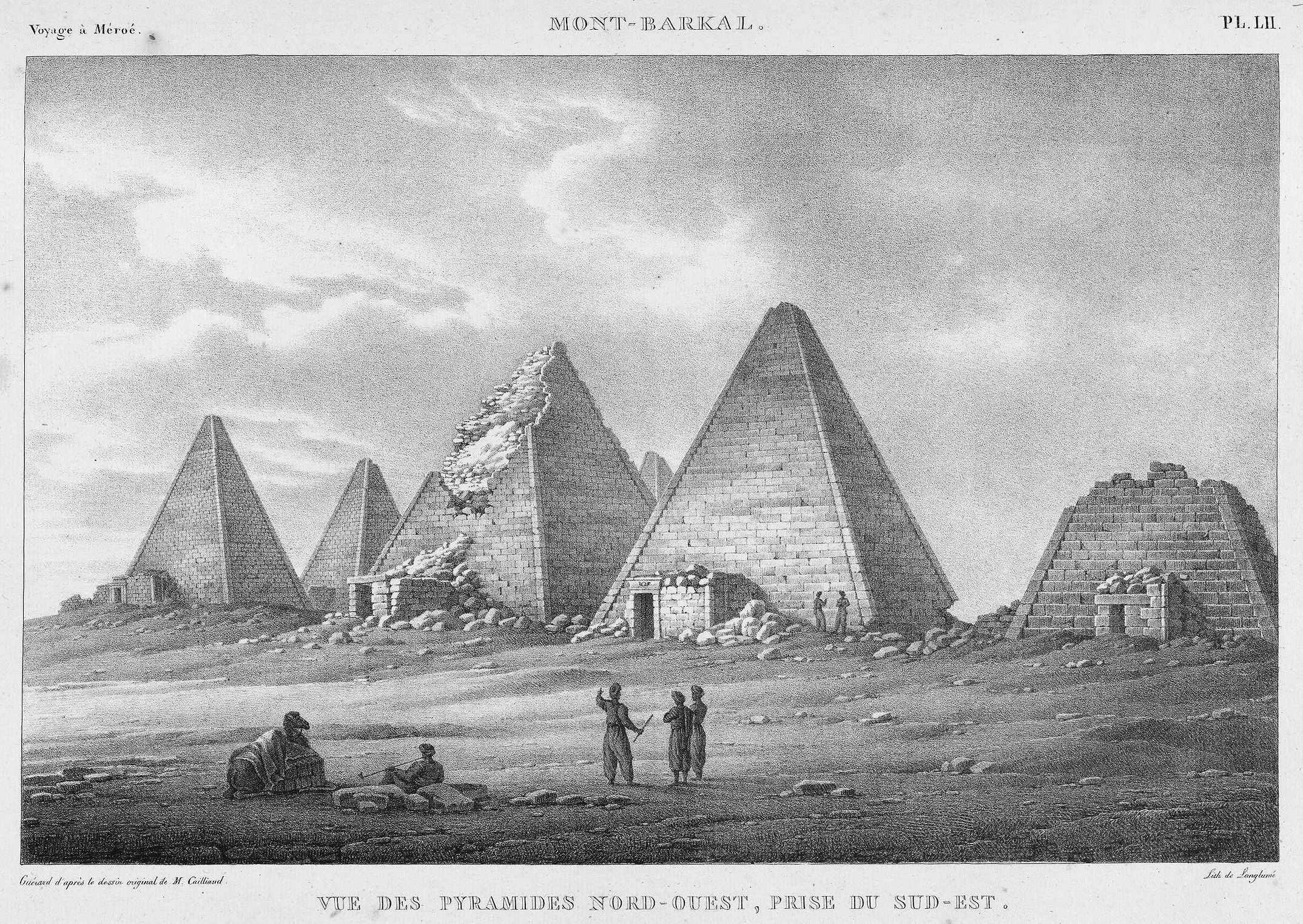
1821년 게벨 바르칼의 피라미드
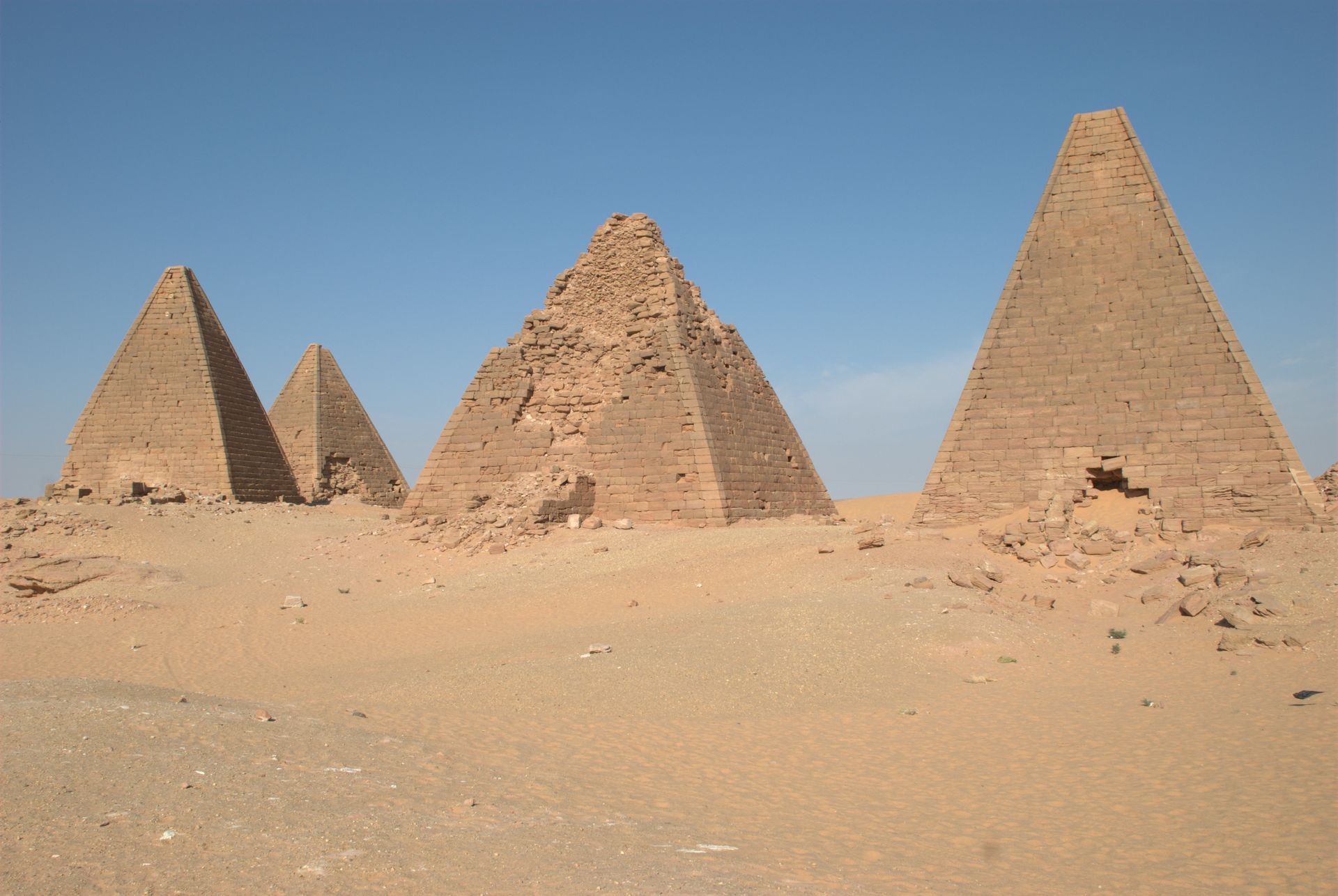
현재의 게벨 바르칼의 피라미드
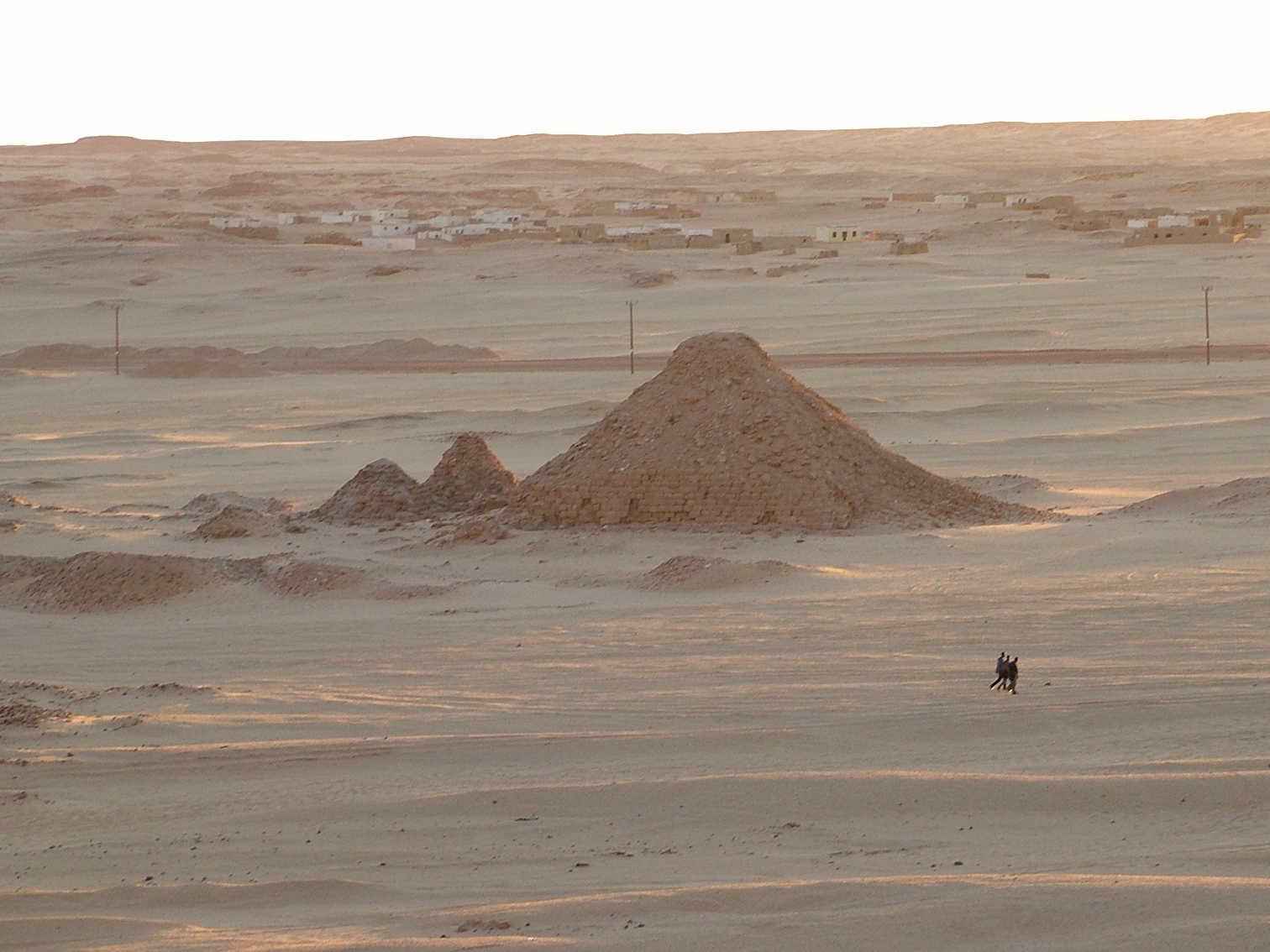
남부의 피라미드

## 박물관의 유물

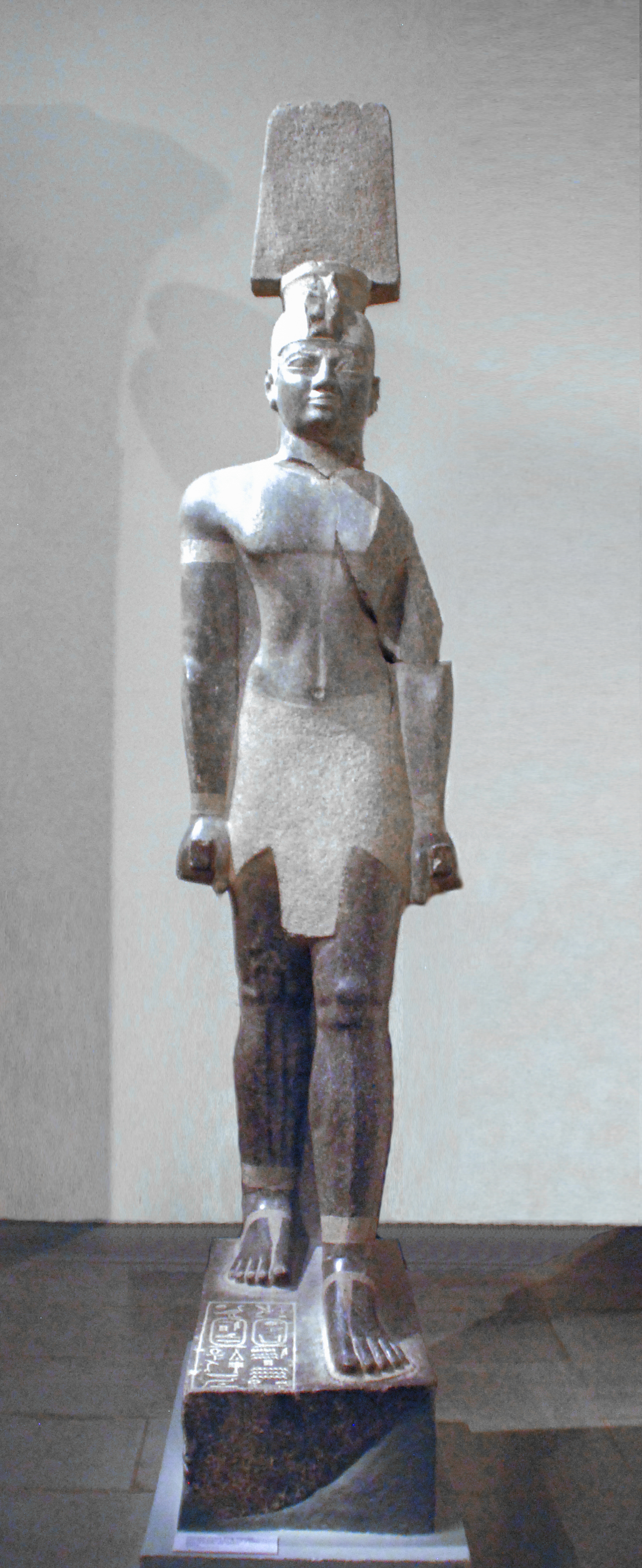
게벨 바르칼 아문사원에서 발견된 왕의 동상. 보스턴 미술관 소장
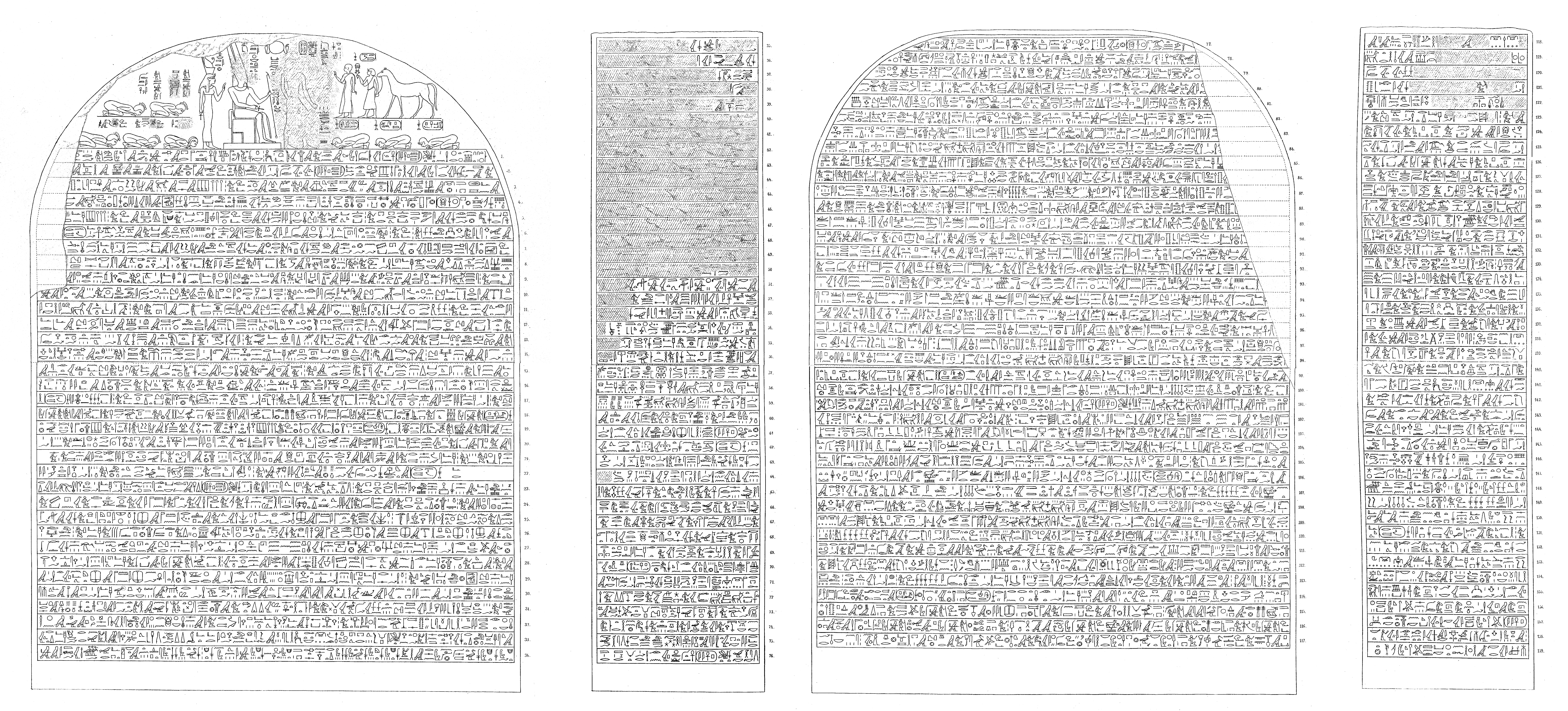
게벨 바르칼에서 발견된 Piye왕의 석비. 카이로 박물관 소장
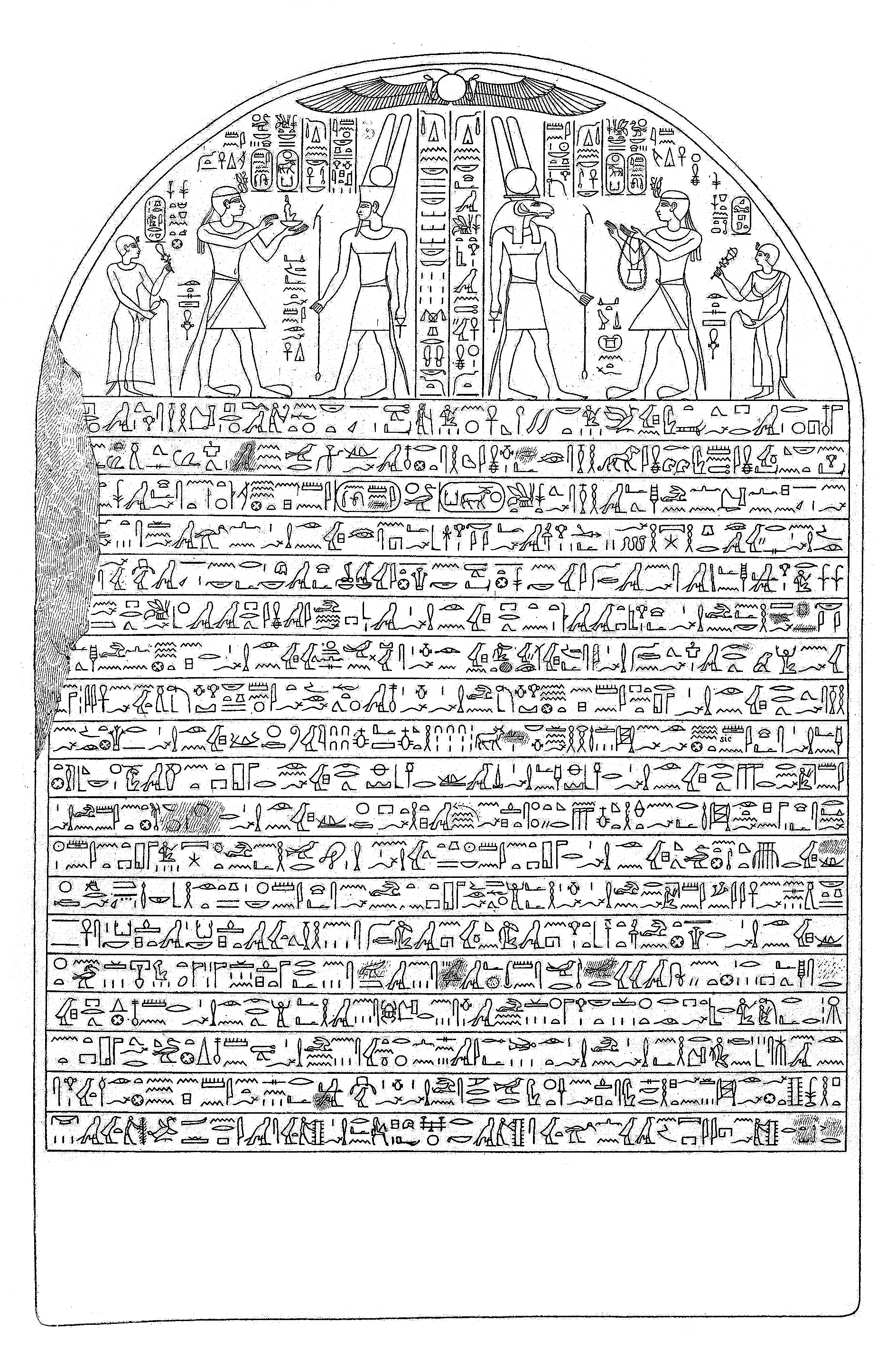
Tantamani의 비석 . 카이로 박물관 소장
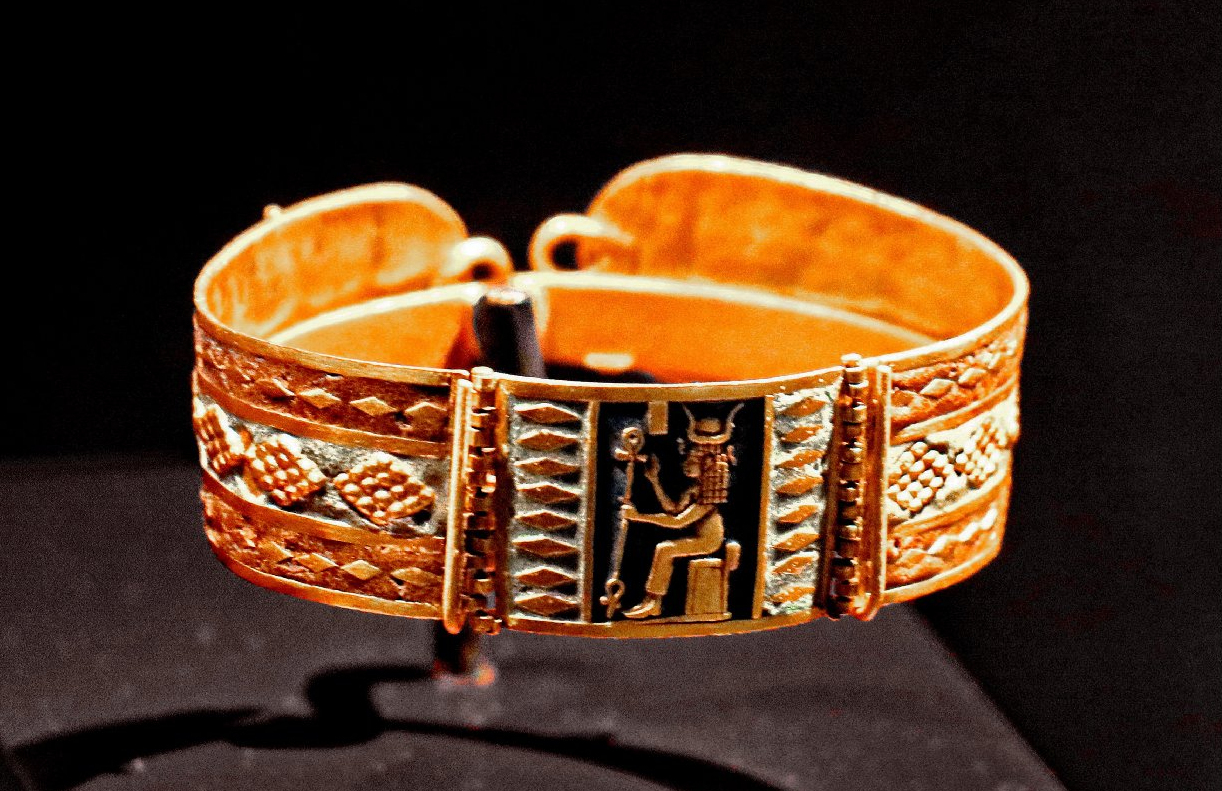
게벨 바르칼에 있는 왕가의 무덤에서 발견된 황금 팔찌
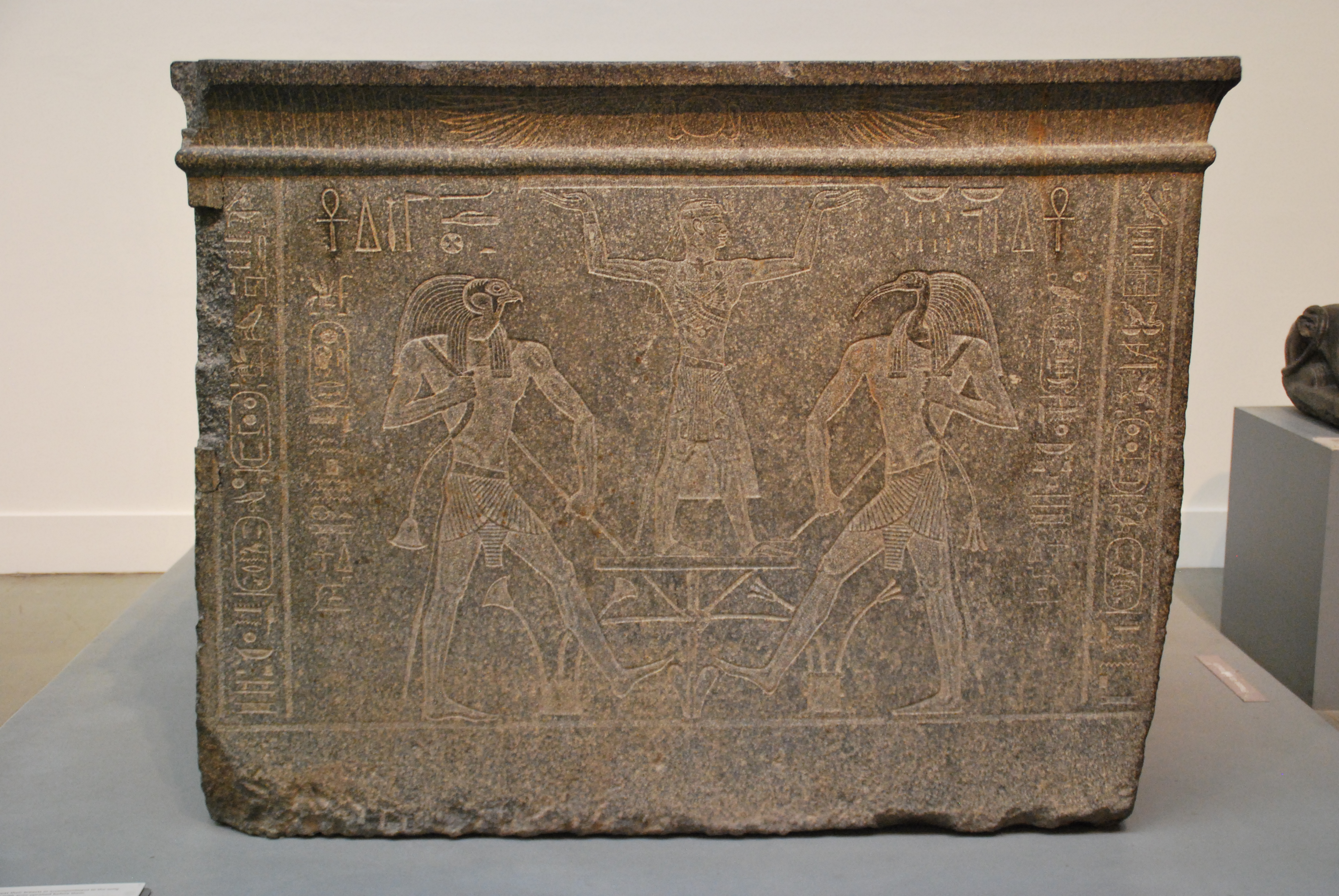
하늘을 들고있는 아틀 라네가 새겨진 석판.[3] 현재 보스턴 미술관 소장

## 같이 보기
- 아프리카의 세계 유산 목록
- 누비아 피라미드